# Rdzawochwostka
Rdzawochwostka, chwostka rdzawa (Clytomyias insignis) – gatunek małego ptaka z rodziny chwostkowatych (Maluridae), jedyny przedstawiciel rodzaju Clytomyias. Występuje endemicznie na Nowej Gwinei. Nie jest zagrożony wyginięciem.

## Podgatunki i zasięg występowania
Wyróżnia się dwa podgatunki C. insignis:
- C. i. insignis Sharpe, 1879 – północno-zachodnia Nowa Gwinea,
- C. i. oorti Rothschild & Hartert, 1907 – od zachodnio-środkowej do wschodniej Nowej Gwinei.

## Morfologia
Mierzy 14–16 cm i osiąga masę ciała 10–14 gramów. Obie płcie są do siebie podobne. Pomarańczowe ciemię, oliwkowobrązowy grzbiet, stopniowany ogon i płowopomarańczowy spód ciała.

## Biotop
Jej habitatem są tropikalne wilgotne lasy górskie. Występuje w przedziale wysokości 2000–3000 m n.p.m.

## Zachowanie
Na razie nic nie wiadomo o rozrodzie. Nie łączy się w grupy z innymi gatunkami ptaków, by szukać pożywienia; tworzy małe, gatunkowe grupki i szuka bezkręgowców na spodach liści. Rzadko lata, woli chodzić wśród listowia z na wpół zadartym ogonem.

## Status zagrożenia
Międzynarodowa Unia Ochrony Przyrody (IUCN) uznaje rdzawochwostkę za gatunek najmniejszej troski (LC – least concern) nieprzerwanie od 1988 roku. Liczebność populacji nie została oszacowana, ale ptak ten opisywany jest jako rzadko i lokalnie spotykany. Trend liczebności populacji uznawany jest za spadkowy ze względu na wylesianie.